# Nati nel 1963/Novembre
| Questa pagina contiene informazioni ricavate automaticamente dalle voci biografiche con l'ausilio del template Bio e di un bot. L'aggiornamento è periodico e automatico e ricostruisce completamente la pagina. Se manca una persona in questa lista, sei pregato di non aggiungerla, ma accertati piuttosto che la sua voce biografica contenga il template Bio e che i dati anagrafici siano correttamente compilati. Se il template Bio manca, inseriscilo tu stesso o, in alternativa, metti l'avviso {{tmp\|Bio}} che ne segnala la mancanza. Se i dati riportati sono sbagliati, correggi direttamente la voce biografica; le modifiche saranno visibili in questa lista entro pochi giorni. Per chiarimenti vedi il progetto biografie. La lista contiene solo le 308 persone che sono citate nell'enciclopedia e per le quali è stato implementato correttamente il template Bio. Pagina aggiornata al 18 ago 2025. |

- 1º novembre - Rick Allen, batterista britannico
- 1º novembre - Kae Araki, doppiatrice giapponese
- 1º novembre - Massimo Corsaro, politico italiano
- 1º novembre - Ana María Eizaguirre, ex cestista spagnola
- 1º novembre - Antonella Elia, attrice, conduttrice televisiva e showgirl italiana
- 1º novembre - Giorgio Gherarducci, conduttore radiofonico italiano
- 1º novembre - Billy Gunn, wrestler e powerlifter statunitense
- 1º novembre - Sergio Santos Hernández, allenatore di pallacanestro argentino
- 1º novembre - Mark Hughes, allenatore di calcio e ex calciatore gallese
- 1º novembre - Philippe Lucas, ex calciatore francese
- 1º novembre - Nita Ambani, imprenditrice indiana
- 1º novembre - Katja Riemann, attrice, cantante e scrittrice tedesca
- 1º novembre - Barbara Sillari, artista italiana
- 1º novembre - Nicu Vlad, ex sollevatore rumeno
- 2 novembre - Dragoljub Brnović, ex calciatore jugoslavo
- 2 novembre - Steffen Büttner, ex calciatore tedesco orientale
- 2 novembre - Ines Diers, ex nuotatrice tedesca
- 2 novembre - Matthew Freud, imprenditore e produttore cinematografico inglese
- 2 novembre - Tony Gallagher, giornalista e editorialista britannico
- 2 novembre - Jonas Gardell, scrittore e commediografo svedese
- 2 novembre - Jens Johansson, tastierista svedese
- 2 novembre - Brian Kemp, politico statunitense
- 2 novembre - Hernâni Neves, ex giocatore di beach soccer e ex calciatore portoghese
- 2 novembre - Borut Pahor, politico sloveno
- 2 novembre - Marco Peresani, archeologo, antropologo e divulgatore scientifico italiano
- 2 novembre - Gianfranco Phino, attore, comico e imitatore italiano
- 2 novembre - Robert Rubčić, allenatore di calcio e ex calciatore croato
- 2 novembre - Udo Wagner, ex schermidore tedesco
- 3 novembre - Howard Ballard, ex giocatore di football americano statunitense
- 3 novembre - Heinz Beck, cuoco tedesco
- 3 novembre - Massimiliano Duran, ex pugile italiano
- 3 novembre - Roland Grahammer, ex calciatore tedesco
- 3 novembre - Davis Guggenheim, regista e produttore cinematografico statunitense
- 3 novembre - Brian Henson, regista e produttore cinematografico statunitense
- 3 novembre - António Francisco Jaca, vescovo cattolico angolano
- 3 novembre - Afef Jnifen, showgirl, modella e conduttrice televisiva tunisina
- 3 novembre - Jiří Okáč, ex cestista ceco
- 3 novembre - Brett Papworth, rugbista a 13, rugbista a 15 e dirigente sportivo australiano
- 3 novembre - Marina Pennafina, attrice italiana
- 3 novembre - Ian Wright, opinionista e ex calciatore inglese
- 4 novembre - Gennadij Avdeenko, ex altista sovietico
- 4 novembre - Pietro Bontempo, attore e regista italiano
- 4 novembre - Horacio Elizondo, ex arbitro di calcio argentino
- 4 novembre - Rosario Flores, attrice e cantante spagnola
- 4 novembre - Lily Franky, attore, scrittore e disegnatore giapponese
- 4 novembre - Thomas Huber, ex pallanuotista tedesco
- 4 novembre - Luciano Iturrino, ex calciatore spagnolo
- 4 novembre - Marthe Ndiaye, ex cestista senegalese
- 4 novembre - Otto Orf, ex calciatore e ex giocatore di calcio a 5 statunitense
- 4 novembre - Mario Rivera, bassista, compositore e attore italiano
- 4 novembre - Michel Therrien, allenatore di hockey su ghiaccio e ex hockeista su ghiaccio canadese
- 4 novembre - Wang Shu, architetto cinese
- 4 novembre - Todd Witsken, tennista statunitense († 1998)
- 4 novembre - Lena Zavaroni, cantante britannica († 1999)
- 5 novembre - Dan Bingenheimer, ex cestista statunitense
- 5 novembre - Andrea Buscemi, attore, regista teatrale e conduttore televisivo italiano
- 5 novembre - Hans Gillhaus, ex calciatore olandese
- 5 novembre - Vladimir Kuznecov, ex sollevatore sovietico
- 5 novembre - Yair Lapid, giornalista, scrittore e politico israeliano
- 5 novembre - Andrea McArdle, attrice e cantante statunitense
- 5 novembre - Tatum O'Neal, attrice statunitense
- 5 novembre - Jean-Pierre Papin, dirigente sportivo, allenatore di calcio e ex calciatore francese
- 5 novembre - Fabio Porta, politico italiano
- 5 novembre - Brian Wheat, bassista, compositore e produttore discografico statunitense
- 6 novembre - Jean-Marc Chouinard, ex schermidore canadese
- 6 novembre - Enrico Fagnoni, bassista italiano
- 6 novembre - Sabine Günther, ex velocista tedesca
- 6 novembre - Nadine Morano, politica francese
- 6 novembre - Laurene Powell Jobs, imprenditrice e filantropa statunitense
- 6 novembre - François Pérol, banchiere francese
- 6 novembre - Mario Rosini, musicista e cantante italiano
- 6 novembre - Nicla Vassallo, filosofa italiana
- 6 novembre - Rozz Williams, cantante statunitense († 1998)
- 7 novembre - John Charles Barnes, ex calciatore e allenatore di calcio inglese
- 7 novembre - Walter Bianchi, ex calciatore italiano
- 7 novembre - Giuliano Brugnotto, vescovo cattolico italiano
- 7 novembre - Guido Cavalleri, doppiatore, autore televisivo e conduttore televisivo italiano
- 7 novembre - Greg Dreiling, ex cestista statunitense
- 7 novembre - Franck Dubosc, attore, comico e regista francese
- 7 novembre - Cinzia Maria Fontana, politica e sindacalista italiana
- 7 novembre - Sam Graves, politico statunitense
- 7 novembre - Robin Lee Bruce, cantautrice statunitense
- 7 novembre - Todd McKee, attore statunitense
- 7 novembre - Massimo Palermo, linguista e grammatico italiano
- 8 novembre - Hesham Khalil, ex cestista egiziano
- 8 novembre - Russell Malone, chitarrista statunitense († 2024)
- 8 novembre - Mario Neuhäuser, ex calciatore tedesco orientale
- 8 novembre - Hugo Ernesto Pérez, allenatore di calcio e ex calciatore salvadoregno
- 8 novembre - Ian Rickson, regista teatrale e direttore artistico britannico
- 9 novembre - Luisa Angrisani, politica italiana
- 9 novembre - Biagio Antonacci, cantautore e musicista italiano
- 9 novembre - Viktar Babaryka, banchiere e politico bielorusso
- 9 novembre - Dmitrij Barannik, allenatore di calcio e ex calciatore russo
- 9 novembre - Erin Blunt, attore statunitense
- 9 novembre - Anthony Bowie, ex cestista e allenatore di pallacanestro statunitense
- 9 novembre - Fulvio Fantoni, giocatore di bridge italiano
- 9 novembre - Gregorio Fontana, politico italiano
- 9 novembre - Jia Xiuquan, allenatore di calcio e ex calciatore cinese
- 9 novembre - Tony Nocita, ex calciatore e ex giocatore di calcio a 5 canadese
- 9 novembre - Riccardo Rossi, doppiatore e direttore del doppiaggio italiano
- 9 novembre - Shinya Takahashi, manager giapponese
- 10 novembre - Sophie Amiach, ex tennista francese
- 10 novembre - Hugh Bonneville, attore britannico
- 10 novembre - Leonor Borrell, ex cestista cubana
- 10 novembre - Sylvain Chomet, fumettista, animatore e regista francese
- 10 novembre - Tanju Çolak, dirigente sportivo, allenatore di calcio e ex calciatore turco
- 10 novembre - Jalani Sidek, ex giocatore di badminton malese
- 10 novembre - Waldemar Ksienzyk, ex calciatore polacco
- 10 novembre - Mike McCarthy, ex giocatore di football americano e allenatore di football americano statunitense
- 10 novembre - Pier Carola Pagani, ex marciatrice italiana
- 10 novembre - Andrea Pellegrini, pianista e compositore italiano
- 10 novembre - Mike Powell, ex lunghista statunitense
- 11 novembre - Anne Blaire, ex cestista francese
- 11 novembre - Paolo Cavallone, conduttore radiofonico, attore teatrale e conduttore televisivo italiano
- 11 novembre - Marc Delpoux, ex rugbista a 15, allenatore di rugby a 15 e dirigente sportivo francese
- 11 novembre - Paul John James, allenatore di calcio e ex calciatore canadese
- 11 novembre - Carrie Nuttall, fotografa statunitense
- 11 novembre - Jevetta Steele, cantante statunitense
- 11 novembre - Toshihide Tsuchiya, doppiatore giapponese
- 12 novembre - Alex Carter, attore canadese
- 12 novembre - Damon Galgut, scrittore sudafricano
- 12 novembre - Bethany Hall-Long, politica statunitense
- 12 novembre - Detlef Hofmann, ex canoista tedesco
- 12 novembre - Sam Lloyd, attore, musicista e cantante statunitense († 2020)
- 12 novembre - Cinzia Savi Scarponi, ex nuotatrice italiana
- 12 novembre - Susumu Terajima, attore giapponese
- 13 novembre - Jon Hand, ex giocatore di football americano statunitense
- 13 novembre - Colin Hill, ex calciatore nordirlandese
- 13 novembre - Olivier Leborgne, vescovo cattolico francese
- 13 novembre - Vencislav Slavov, cestista bulgaro († 2002)
- 13 novembre - Vinny Testaverde, ex giocatore di football americano statunitense
- 14 novembre - Sorin Babii, tiratore a segno rumeno
- 14 novembre - Aaron Burckhard, batterista statunitense
- 14 novembre - Keith Curle, allenatore di calcio e ex calciatore inglese
- 14 novembre - Peter Fröjdfeldt, ex arbitro di calcio svedese
- 14 novembre - Skënder Gega, allenatore di calcio e ex calciatore albanese
- 14 novembre - Luciano Ghezzi, bassista italiano († 2020)
- 14 novembre - Michail Krasenkov, scacchista polacco
- 14 novembre - Gaetano Miglioranzi, ex hockeista su ghiaccio italiano
- 14 novembre - Lolita Miljavskaja, cantante, attrice e conduttrice televisiva russa
- 14 novembre - Leonardo Romanelli, gastronomo e giornalista italiano
- 14 novembre - Martin Romuáldez, politico filippino
- 14 novembre - Anno Saul, regista e sceneggiatore tedesco
- 14 novembre - Piet Sielck, musicista e produttore discografico tedesco
- 14 novembre - Stéphane Bern, conduttore radiofonico, scrittore e attore francese
- 15 novembre - Alick Banda, arcivescovo cattolico zambiano
- 15 novembre - Andrew Castle, conduttore televisivo, allenatore di tennis e ex tennista britannico
- 15 novembre - François Delattre, diplomatico e ambasciatore francese
- 15 novembre - Riccardo Gusmaroli, artista italiano
- 15 novembre - Hiroyuki Kitakubo, regista, sceneggiatore e animatore giapponese
- 15 novembre - Kevin J. O'Connor, attore statunitense
- 15 novembre - Andrea Re, ex canottiere italiano
- 15 novembre - Stefano Vagnini, musicista, compositore e poeta italiano
- 15 novembre - João José Vianna, ex cestista brasiliano
- 16 novembre - Eduardo Angel Barbero, allenatore di calcio e ex calciatore argentino
- 16 novembre - Dietmar Beiersdorfer, dirigente sportivo e ex calciatore tedesco
- 16 novembre - William Bonner, giornalista, scrittore e conduttore televisivo brasiliano
- 16 novembre - Ida Carmina, politica italiana
- 16 novembre - Scott L. Fitzgerald, politico statunitense
- 16 novembre - Zina Garrison, ex tennista statunitense
- 16 novembre - Göran Holter, ex calciatore svedese
- 16 novembre - Giuseppe Incocciati, allenatore di calcio e ex calciatore italiano
- 16 novembre - Antoine Kombouaré, allenatore di calcio e ex calciatore francese
- 16 novembre - Roberto Morassut, politico italiano
- 16 novembre - Fabio Scipioni, musicista, compositore e paroliere italiano
- 16 novembre - Meenakshi Seshadri, attrice indiana
- 16 novembre - René Steinke, attore tedesco
- 16 novembre - Kevin Sweeney, ex giocatore di football americano statunitense
- 16 novembre - Michael Tilly, teologo, ebraista e biblista tedesco
- 16 novembre - Bernard Wright, tastierista e cantante statunitense († 2022)
- 17 novembre - Randy Black, batterista canadese
- 17 novembre - Adrian Branch, ex cestista statunitense
- 17 novembre - Dr. Bombay, cantante svedese
- 17 novembre - Mauro Ferrucci, produttore discografico e disc jockey italiano
- 17 novembre - Greg, attore, comico e cantante italiano
- 17 novembre - Elisabeth Kirchler, ex sciatrice alpina austriaca
- 17 novembre - Isaías Marques Soares, ex calciatore brasiliano
- 17 novembre - Patxi Salinas, allenatore di calcio e ex calciatore spagnolo
- 17 novembre - Felice Schachter, attrice statunitense
- 17 novembre - Dylan Walsh, attore statunitense
- 17 novembre - Willy Willems, ex ciclista su strada belga
- 18 novembre - Yousuf Al-Thunayan, ex calciatore saudita
- 18 novembre - Len Bias, cestista statunitense († 1986)
- 18 novembre - Todd Bowles, ex giocatore di football americano e allenatore di football americano statunitense
- 18 novembre - Paolo Del Brocco, dirigente d'azienda, dirigente pubblico e produttore cinematografico italiano
- 18 novembre - Olivier Fiquet, fumettista francese
- 18 novembre - Salvatore Iacolino, politico italiano
- 18 novembre - Brian Ledbetter, velista statunitense
- 18 novembre - Ivan Maffeis, arcivescovo cattolico italiano
- 18 novembre - Peter Schmeichel, ex calciatore danese
- 18 novembre - Daulet Turlykhanov, ex lottatore kazako
- 18 novembre - Daniel Zahno, scrittore svizzero
- 18 novembre - Zhang Yan, pittore cinese
- 19 novembre - John Acquaviva, disc jockey e produttore discografico italiano
- 19 novembre - Éric Bonneval, ex rugbista a 15 e giornalista francese
- 19 novembre - Davi Cortes da Silva, ex calciatore brasiliano
- 19 novembre - Concita De Gregorio, giornalista, scrittrice e conduttrice radiofonica italiana
- 19 novembre - Mohamed Hafez El-Sayed, ex sollevatore egiziano
- 19 novembre - Cirilo Escalona, cestista panamense († 2015)
- 19 novembre - Terry Farrell, attrice e modella statunitense
- 19 novembre - Paul Foerster, ex velista statunitense
- 19 novembre - Kamel Kadri, ex calciatore algerino
- 19 novembre - Luzizila Kiala, arcivescovo cattolico angolano
- 19 novembre - Gary Riley, attore statunitense
- 19 novembre - Manuel Uquillas, ex calciatore ecuadoriano
- 20 novembre - Lars Gaute Bø, ex calciatore norvegese
- 20 novembre - Claudio Cabrera, ex calciatore argentino
- 20 novembre - Bill Damaschke, produttore cinematografico statunitense
- 20 novembre - Tim Gavin, ex rugbista a 15 australiano
- 20 novembre - William Timothy Gowers, matematico britannico
- 20 novembre - Phil Harrington, ex calciatore gallese
- 20 novembre - Beezie Madden, cavallerizza statunitense
- 20 novembre - Derrick Taylor, ex cestista e allenatore di pallacanestro statunitense
- 20 novembre - Ming-Na Wen, attrice cinese
- 21 novembre - Peter Bosz, allenatore di calcio, dirigente sportivo e ex calciatore olandese
- 21 novembre - Philippe Chiappe, pilota motonautico francese
- 21 novembre - Amir Ghalenoei, allenatore di calcio e ex calciatore iraniano
- 21 novembre - Christie Golden, scrittrice statunitense
- 21 novembre - Mirosław Gucwa, vescovo cattolico polacco
- 21 novembre - Moisés Kaufman, regista e drammaturgo venezuelano
- 21 novembre - Bruno Magne, attore, doppiatore e direttore del doppiaggio francese
- 21 novembre - Michail Mamiašvili, ex lottatore e dirigente sportivo russo
- 21 novembre - Jay Nordlinger, giornalista statunitense
- 21 novembre - Atanas Pašev, ex calciatore bulgaro
- 21 novembre - Nicollette Sheridan, attrice e ex modella britannica
- 21 novembre - Pedro Venâncio, ex calciatore portoghese
- 22 novembre - Antonella Alessandro, doppiatrice e attrice italiana
- 22 novembre - Giorgio Maria Bergesio, politico italiano
- 22 novembre - Erika Buenfil, attrice messicana
- 22 novembre - Dionísio Castro, ex maratoneta e mezzofondista portoghese
- 22 novembre - Domingos Castro, ex maratoneta e mezzofondista portoghese
- 22 novembre - Bruno Cathala, autore di giochi francese
- 22 novembre - Andrew Clyde, politico e ex militare statunitense
- 22 novembre - Ingvar Eggert Sigurðsson, attore islandese
- 22 novembre - Winsor Harmon, attore e cantante statunitense
- 22 novembre - Sidney S. Liufau, attore e stuntman statunitense
- 22 novembre - Đuro Macut, politico serbo
- 22 novembre - Diego Maggi, ex cestista argentino
- 22 novembre - Tony Mowbray, allenatore di calcio e ex calciatore inglese
- 22 novembre - Kennedy Polamalu, allenatore di football americano samoano americano
- 22 novembre - Brian Robbins, regista, attore e produttore televisivo statunitense
- 22 novembre - Michele Tombolini, artista italiano
- 22 novembre - Zé Teodoro, allenatore di calcio e ex calciatore brasiliano
- 23 novembre - Marco Aurélio Pegolo dos Santos, ex cestista brasiliano
- 23 novembre - Giovanni Sala, pilota motociclistico italiano
- 23 novembre - Gwynne Shotwell, imprenditrice statunitense
- 23 novembre - Yoshino Takamori, doppiatrice giapponese
- 24 novembre - Jurij Budanov, ufficiale e militare russo († 2011)
- 24 novembre - Raffaele Cantone, magistrato e saggista italiano
- 24 novembre - Neale Cooper, allenatore di calcio e calciatore scozzese († 2018)
- 24 novembre - Shae D'Lyn, attrice statunitense
- 24 novembre - Lisa Howard, attrice canadese
- 24 novembre - Trond Nordsteien, ex calciatore e allenatore di calcio norvegese
- 24 novembre - Henjo Richter, musicista tedesco
- 24 novembre - Heorhij Tuka, politico, attivista e informatico ucraino
- 24 novembre - Dorina Vaccaroni, ex schermitrice e ciclista su strada italiana
- 24 novembre - Silvana Valente, paraciclista italiana
- 25 novembre - Roberto Cavallari, ex cestista italiano
- 25 novembre - Kevin Chamberlin, attore statunitense
- 25 novembre - Lorenzo Charles, cestista e allenatore di pallacanestro statunitense († 2011)
- 25 novembre - Holly Cole, cantante canadese
- 25 novembre - Alessandra Dino, scrittrice e sociologa italiana
- 25 novembre - Daniel Esposito, pentatleta australiano
- 25 novembre - Eddie Jemison, attore statunitense
- 25 novembre - Chip Kelly, allenatore di football americano statunitense
- 25 novembre - Bernie Kosar, ex giocatore di football americano statunitense
- 25 novembre - Konrad Krajewski, cardinale e arcivescovo cattolico polacco
- 25 novembre - David McAllister, ex ballerino e direttore artistico australiano
- 25 novembre - Tuulikki Pyykkönen, ex fondista finlandese
- 26 novembre - Andrzej Antos, ex giocatore di calcio a 5 polacco
- 26 novembre - Richard Arnold, astronauta e insegnante statunitense
- 26 novembre - Lydia Bosch, attrice e conduttrice televisiva spagnola
- 26 novembre - Mario Elie, ex cestista e allenatore di pallacanestro statunitense
- 26 novembre - Nandivada Rathnasree, astrofisica e divulgatrice scientifica indiana († 2021)
- 26 novembre - Jozefina Topalli, politica albanese
- 27 novembre - Duília de Mello, astronoma e astrofisica brasiliana
- 27 novembre - Thomas Bo Larsen, attore danese
- 27 novembre - Giuseppe Lupo, scrittore e saggista italiano
- 27 novembre - Angelo Maresca, attore e regista italiano
- 27 novembre - Vladimir Maškov, attore russo
- 27 novembre - Miguel Molina, attore spagnolo
- 27 novembre - Claudia Momoni, medaglista italiana
- 27 novembre - Roland Nilsson, allenatore di calcio e ex calciatore svedese
- 27 novembre - David Prichard, chitarrista statunitense († 1990)
- 27 novembre - Vili Resnik, cantante sloveno
- 27 novembre - Fisher Stevens, attore e regista statunitense
- 27 novembre - Linda Yaccarino, dirigente d'azienda statunitense
- 28 novembre - Brendan John Cahill, vescovo cattolico statunitense
- 28 novembre - Christelle Doumergue, cestista francese († 2023)
- 28 novembre - Doris Frick, diplomatica liechtensteinese
- 28 novembre - Armando Iannucci, sceneggiatore, regista e produttore televisivo britannico
- 28 novembre - Johnny Newman, ex cestista statunitense
- 28 novembre - Oumar Tatam Ly, politico maliano
- 29 novembre - Anton Bal, arcivescovo cattolico papuano
- 29 novembre - Kenny Black, allenatore di calcio e ex calciatore scozzese
- 29 novembre - Tim Bowness, cantante, musicista e compositore inglese
- 29 novembre - Monica Giuntini, politica italiana
- 29 novembre - Agata Karczmarek, ginnasta e lunghista polacca († 2016)
- 29 novembre - Fabio Olmi, direttore della fotografia italiano
- 29 novembre - Ingo Weißenborn, ex schermidore tedesco
- 29 novembre - Lorenzo Zecchino, cantautore italiano
- 30 novembre - Lori Clarke, ex cestista canadese
- 30 novembre - József Gregor, ex calciatore ungherese
- 30 novembre - Herbert Márquez, ex calciatore venezuelano
- 30 novembre - David Norrie, ex giocatore di football americano statunitense
- 30 novembre - Andrés Paz, ex calciatore venezuelano
- 30 novembre - Gianfranco Rosi, regista italiano
- 30 novembre - Tianna, ex attrice pornografica statunitense